# Alternaria herbiculinae
Alternaria herbiculinae är en svampart som beskrevs av E.G. Simmons 2007. Alternaria herbiculinae ingår i släktet Alternaria och familjen Pleosporaceae.   Inga underarter finns listade i Catalogue of Life.